# Серце бачить більше, ніж очі

## «Серце бачить більше, ніж очі»
«Серце бачить більше, ніж очі» — перший в Україні інклюзивний комікс для дітей, створений у межах ініціативи “Спілкування без БАР’ЄРІВ” та програми UPSHIFT з метою виховання у старших дітей толерантності й розуміння рівності всіх людей незалежно від фізичних особливостей

## Ініціатори та мета
Комікс було розроблено фахівцями Науково-дослідного інституту соціально-економічного розвитку міста (КНДУ «НДІРоМ») на волонтерських засадах у межах одноденного буткемпу «Спілкування без БАР’ЄРІВ». Він спрямований на подолання стигми, формування неупередженого ставлення та усвідомлення цінності кожної людини

## Прототип героїні
Прототипом головної героїні стала Олександра Паскаль — дівчинка, яка втратила ногу внаслідок російського ракетного удару по Одещині у травні 2022 року, але не залишила художню гімнастику. Її історія стала символом мужності, сили духу і віри у власні можливості

## Презентація
Презентація відбулася у Києві в межах буткемпу «Спілкування без БАР’ЄРІВ», організованого з метою популяризації цінностей інклюзії та толерантності серед молоді. Менеджмент та представники НДІРоМ наголосили, що формат коміксу є ефективним засобом донесення ідеї рівності для дітей.

## Партнери проєкту
Комікс було створено в рамках програми UPSHIFT, яку в Україні реалізовує ГО «СКЦ Задзеркалля», за підтримки UNICEF Україна, Федерального міністерства економічного співробітництва та розвитку Німеччини, а також KfW — німецького державного банку розвитку.
1. ↑  В Україні створили перший інклюзивний комікс для дітей (ФОТО).
2. ↑  Одноденний bootcamp «Спілкування без бар’єрів» - Ліцей №42 м. Києва.
3. ↑  Рубрика - У Києві презентували перший інклюзивний комікс для дітей "Серце бачить більше, ніж очі".
4. ↑  Офіційний портал Києва. Київська міська рада Київська міська державна адміністрація.
5. ↑  Офіційний портал Києва. Київська міська рада Київська міська державна адміністрація.
6. ↑  У Києві презентували перший інклюзивний комікс для дітей під назвою «Серце бачить більше, ніж очі». Видання було створене в межах буткемпу «Спілкування без БАР’ЄРІВ», який організували для популяризації цінностей інклюзії і толерантності серед молоді.
7. ↑  ЮНІСЕФ Україна.